# Brian Burrows
Brian Burrows (ur. 17 lutego 1988 w Torrance, w stanie Kalifornia) – amerykański strzelec sportowy specjalizujący się w trapie. Medalista olimpijski z Tokio.

## Życiorys
Amerykanin zaczął uprawiać sport w 1996 roku. Jest praworęczny, mierzy z broni prawym okiem.

## Przebieg kariery
Pierwszy start Burrowsa miał miejsce w 2006 roku, na rozgrywanych w Zagrzebiu mistrzostwach świata w strzelectwie. W swojej konkurencji zajął 41. pozycję z rezultatem 105 punktów. W 2011 po raz pierwszy wystąpił w konkursie Pucharu Świata w Concepcion, który ukończył na 53. pozycji z rezultatem 112 punktów.
W 2019 roku na igrzyskach panamerykańskich wywalczył złoty medal w trapie, uzyskując rezultat 119 + 43 punktów.
W 2021 wziął udział w letnich igrzyskach olimpijskich w Tokio. Reprezentował on Stany Zjednoczone w dwóch konkurencjach strzeleckich. W trapie indywidualnie zajął 12. pozycję z rezultatem 121 punktów, a w mieszanej rywalizacji wywalczył brązowy medal, uzyskując rezultat 146 + 42 punktów.